# Georges de Beauregard
Georges de Beauregard (ur. 23 grudnia 1920 w Marsylii, zm. 10 września 1984 w Paryżu) – francuski producent filmowy. Zasłynął jako współtwórca sukcesów sztandarowych dzieł francuskiej Nowej Fali. Zasiadał w jury konkursu głównego na 18. MFF w Berlinie (1968). 

## Wybrana filmografia (producent)
- Śmierć rowerzysty (1955)
- Do utraty tchu (1960)
- Kobieta jest kobietą (1961)
- Ksiądz Leon Morin (1961)
- Cleo od piątej do siódmej (1962)
- Szpicel (1962)
- Karabinierzy (1963)
- Landru (1963)
- Pogarda (1963)
- Żołnierzyk (1963)
- Pluton 317 (1965)
- Szalony Piotruś (1965)
- Linia demarkacyjna (1966)
- Made in U.S.A. (1966)
- Zakonnica (1966)
- Kolekcjonerka (1967)
- Miłość szalona (1969)
- Wał atlantycki (1970)
- Numer dwa (1975)
- Dumny koń (1980)